# Oktawka
Oktawka – staropolski, ludowy instrument muzyczny z rodziny skrzypiec. Również nazwa innych instrumentów w wysokim stroju (np. szpinetu).

## Budowa
Oktawka jest ludowymi, prymitywnymi skrzypcami z podłużnym, owalnym pudłem rezonansowym bez talii i bez boczków. Pudło przykryte jest płytą rezonansową. Korpus razem z krótką szyjką rzeźbione są z jednego kawałka drewna. Ma cztery struny strojone w kwintach, które podczas gry przeciąga się prymitywnym, łukowatym smyczkiem. W związku z tym, że nazwa „oktawka”, jako określenie gwarowe, bywa też stosowana na określenie współczesnych rekonstrukcji małych ludowych skrzypiec z rodzaju mazanek, budowa tego rodzaju instrumentów jest do nich analogiczna.
Terminem „oktawka” określa się również wysoko strojone warianty instrumentów muzycznych, np. szpinet, który jest wariantem klawesynu.

## Historia
Muzykolodzy przypuszczają, że oktawka może być jednym z prawzorów skrzypiec. Polski instrumentolog Włodzimierz Kamiński pisał, że instrument typu oktawki mógł w XIV wieku wchodzić w skład kapeli dworskiej królowej Aldony. W opisie zespołu występuje pod nazwą fialis, którą Kamiński, za Chybińskim, interpretuje jako pierwotne skrzypce znane w średniowiecznej Europie pod nazwą fidel, które na terenach Polski, w kręgach ludowych utrwaliły się pod nazwą oktawka. Polski muzykolog Józef Reiss, analizując pierwotne instrumentarium smyczkowe na terenie Polski, zestawił góralską oktawkę z Beskidu Zachodniego z suką z Lubelszczyzny i „skrzypcami syrbskimi” z regionu Łużyc.
Wizerunek oktawki uwieczniony jest w Galerii Borghese na XVIII-wiecznym fresku Grajkowie polscy Tadeusz Kuntzego.
Według Kamińskiego i Encyklopedii muzyki oktawka używana była na Podhalu do końca XIX wieku, ale Polski kolekcjoner instrumentów muzycznych Zdzisław Szulc relacjonował w 1953, że nadal buduje się ją w polskich wsiach. Współcześnie, oktawki wykonywane są przez niektóre warsztaty lutnicze.